# Operatie Active Fence
Operatie Active Fence of de Patriot-missie in Turkije is een militaire NAVO-missie die tot doel had Turkije te beschermen tegen raketaanvallen vanuit Syrië tijdens de Syrische Burgeroorlog. De missie beleefde zijn hoogtepunt in de jaren 2013-2015, toen Turkije een aanval vreesde met Scud-raketten.
Aan de missie namen in eerste instantie luchtverdedigingseenheden uit Nederland, Duitsland, en de Verenigde Staten deel die beschikten over Patriot-raketten. Deze landen hadden de modernste versie (PAC-3) van deze grond-luchtraketten. De landen zouden nauw samenwerken bij de bescherming van het Turkse luchtruim. Het gastland zorgde voor de beveiliging van de Patriot-batterijen en voor de nodige ondersteuning.
De missie is in een beperktere omvang nog steeds actief. De luchtverdediging wordt nu door Spanje en Italië uitgevoerd.

Turkije (oranje) en Syrië (groen)

## Achtergronden
Met de golf van opstanden, protesten en revoluties in Noord-Afrika en het Midden-Oosten vanaf 2011, beter bekend als de Arabische Lente, werd het ook in Syrië onrustig. De verschillende fracties in Syrië raakten met elkaar in conflict, waarna de hele regio in anarchie verviel. Vele burgers sloegen op de vlucht naar de buurlanden. Op 22 juni 2012 werd een Turks F-4 Phantom gevechtsvliegtuig neergehaald door het Syrische leger, nadat het toestel naar verluidt het Syrische luchtruim had geschonden. Beide piloten kwamen hierbij om het leven. De nasleep van het incident leidde ertoe dat in oktober 2012 verschillende schermutselingen plaatsvonden tussen het Syrische en Turkse leger. Tijdens deze schermutselingen raakten vijf Turkse burgers, door het inslaan van een Syrische mortiergranaat op Turks grondgebied, dodelijk gewond. Dit was voor Turkije aanleiding een beroep te doen op het NAVO-bondgenootschap om de Turkse krijgsmacht te assisteren bij het beschermen van het Turkse grondgebied tegen ballistische raketten vanuit Syrië.

## Mandaat
De beginselen van de Noord-Atlantische Verdragsorganisatie (NAVO) zijn vastgelegd in haar oprichtingshandvest. Binnen dit handvest zijn artikel 4 en met name artikel 5 belangrijk. Volgens artikel 4 van het handvest zullen ‘de partijen (…) onderling overleg plegen telkens wanneer naar de mening van een van hen de territoriale integriteit, politieke onafhankelijkheid of veiligheid van een der partijen wordt bedreigd.’ Artikel 5 stelt dat ‘een aanval op een van de NAVO-leden, een aanval op allen’ is. De NAVO-leden kunnen naar aanleiding van artikel 5 zelf bepalen wat voor hulp zij sturen. In het geval van deze missie vroeg Turkije de NAVO op 21 november 2012 om hulp bij het verdedigen van haar gebied en bevolking. Een week later, op 28 november, arriveerde een team in Turkije om potentiële locaties te verkennen waar de NAVO kon helpen met het verbeteren van de grondgebonden luchtverdediging. Op 4 december 2012 stemden de ministers van Buitenlandse Zaken van de alliantie in met de inzet van Patriot-systemen.

## Operatie Active Fence
Er werd besloten dat Patriot-batterijen van Nederland, Duitsland en de Verenigde Staten naar Turkije zouden worden gezonden onder de naam Active Fence ("actief hek"). Elk land zegde daarbij toe twee vuureenheden (fire units) in te zetten bestaande uit een radar, een vuurleidingscentrale, 6 raketlanceersystemen (launchers) en een commandopost.
Het ging om de volgende eenheden:
- Nederland: 802 Squadron van het Defensie Grondgebonden Luchtverdedigingscommando (DGLC), gelegerd in de Luitenant-generaal Bestkazerne in De Peel
- Duitsland: Flugabwehrraketengruppen 21 (Sanitz) en 24 (Bad Sülze)
- Verenigde Staten: 3rd Battalion, 2nd Air Defense Artillery Regiment (Fort Sill)

Gekozen werd voor deze drie landen omdat zij als enige over de modernste versie (PAC-3) beschikten. De PAC-3 raketten zijn kleiner dan de PAC-2 raketten. Daardoor passen er vier raketten in één canister (en dus 16 per lanceerinstallatie). Bovendien zijn PAC-3 raketten wendbaarder en voorzien van een nieuwe actieve zoekradar, waardoor de reactiesnelheid van de raketten wordt vergroot. De laatstgenoemde noviteit zorgt ervoor dat deze raket geen traditionele lading springstof nodig heeft, maar gebruik maakt van haar kinetische energie om het doel uit te schakelen. Dit staat bekend onder de naam hit-to-kill. Het selecteren van de te lanceren raketten gebeurt altijd door de computer op basis van welke raket de beste positie heeft en lanceert vervolgens twee raketten. In een memorandum van overeenstemming legden Turkije en de NAVO-partners de wederzijdse verantwoordelijkheden vast. Afgesproken werd dat Turkije als gastland, waar nodig, ondersteuning zou leveren. Hoofdtaak van de Patriot-batterijen was het onderscheppen van Syrische Scud-B ballistische raketten. Ook werd bepaald dat de Patriots niet zouden worden ingezet voor het afdwingen van een no-flyzone of andere offensieve acties.

## Nederlandse bijdrage

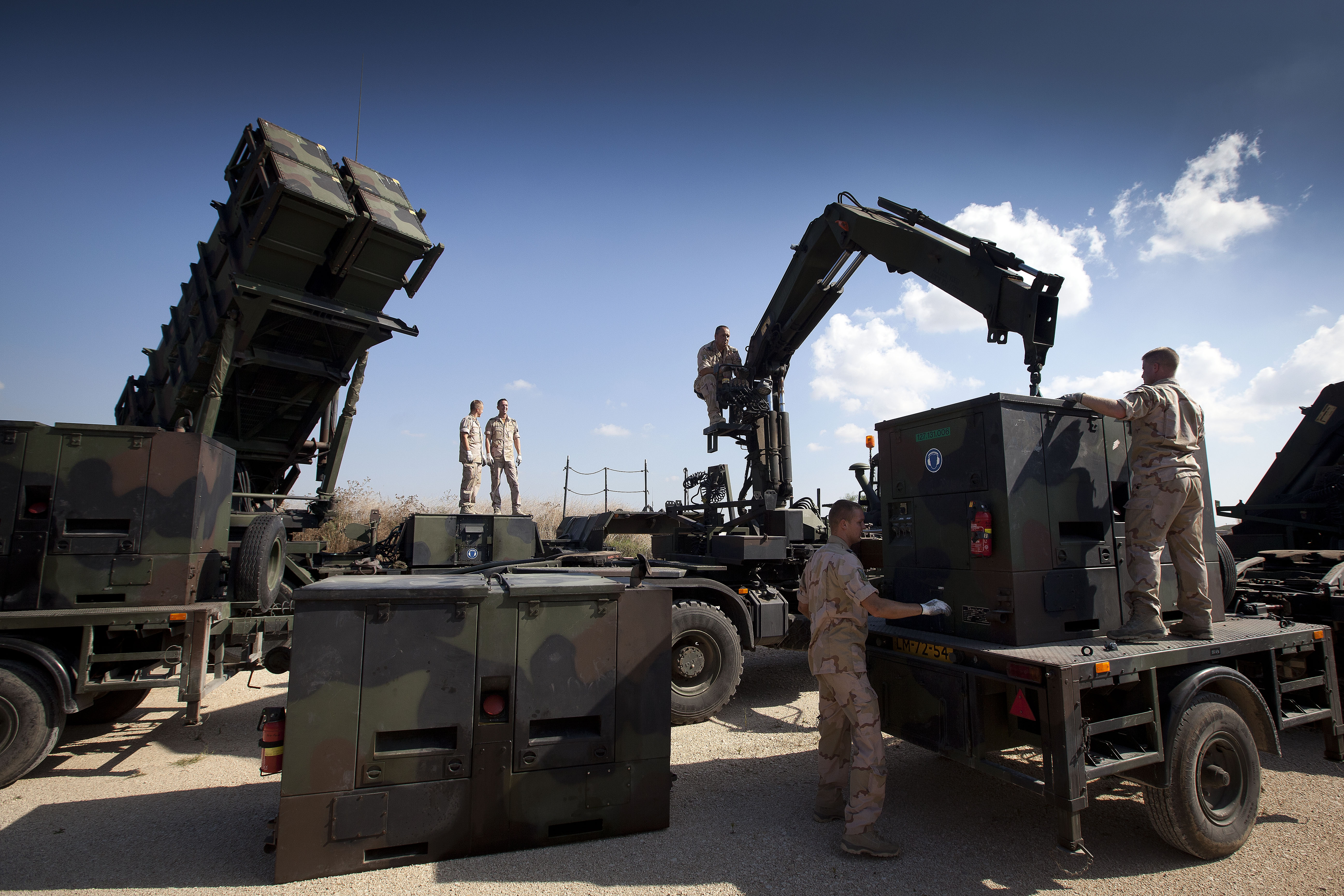
Installatie van het Nederlandse Patriot-luchtverdedigingssysteem in Adana op 26 september 2013

Alvorens de Nederlandse Patriot-systemen onder de benaming 1 (NL) Ballistic Missile Defence Task Force van het DGLC van het Commando Landstrijdkrachten, werden gestationeerd in Turkije, onderzocht een verkenningsteam of de voorzieningen en veiligheidsmaatregelen die door Turkije werden geboden, afdoende waren. Op 21 december 2012 maakte de NAVO bekend dat de Amerikanen bij de stad Gaziantep zouden worden gestationeerd, de Duitsers in Kahramanmaraş en de Nederlanders nabij Adana. Bij de toezegging werd tevens bepaald dat het maximale aantal Nederlandse militairen 360 personen zou bedragen. De Amerikanen zegden, evenals de Duitsers, maximaal 400 militairen toe. In praktijk bleek het in het geval van Nederland echter te gaan om ongeveer 250 functies, die door zowel door militairen van de Koninklijke Landmacht als Luchtmacht werden ingevuld.
Tussen 4 en 7 januari 2013 kwamen de Nederlandse, Duitse en Amerikaanse kwartiermakers aan in Turkije. Het materieel werd per schip en vliegtuig naar de betreffende locaties verscheept. Eind januari arriveerde de Duitse en Nederlandse hoofdmacht op de Turkse vliegbasis Incirlik. Een dag later volgde het materieel in de haven van İskenderun. Op 26 en 28 januari waren respectievelijk de Nederlandse en Duitse Patriot-batterijen operationeel inzetbaar. Op 5 februari was de eerste Amerikaanse Patriot-vuureenheid operationeel, gevolgd door de tweede op de 15 februari.
De eerste Nederlandse vuureenheid stond op het militaire vliegveld İncirlik en de tweede naast de civiele Luchthaven Adana Sakirpasa opgesteld. Voor de beveiliging waren Turkse gendarmerie en militairen verantwoordelijk. Naast de twee actieve Patriot-systemen werd een derde systeem als reserve achter de hand gehouden en het vierde systeem werd in Nederland voor schaarse onderdelen gekannibaliseerd. Met de Duitsers en Amerikanen maakten de Nederlanders bovendien afspraken over het gezamenlijk gebruik van reserveonderdelen.
Het personeel draaide diensten van 12 uur en had vervolgens 24 uur rust. Tijdens de gehele uitzending bleef de Commandant der Strijdkrachten (CDS) volledige zeggenschap behouden over de Nederlandse Patriots, terwijl zij operationeel vielen onder de SACEUR van de NAVO. Bij het coördinatiecentrum Ramstein in Duitsland had Nederland bovendien de mogelijkheid bedongen om een veto uit te kunnen spreken over een eventuele lancering van Patriot-raketten.

### Verlenging

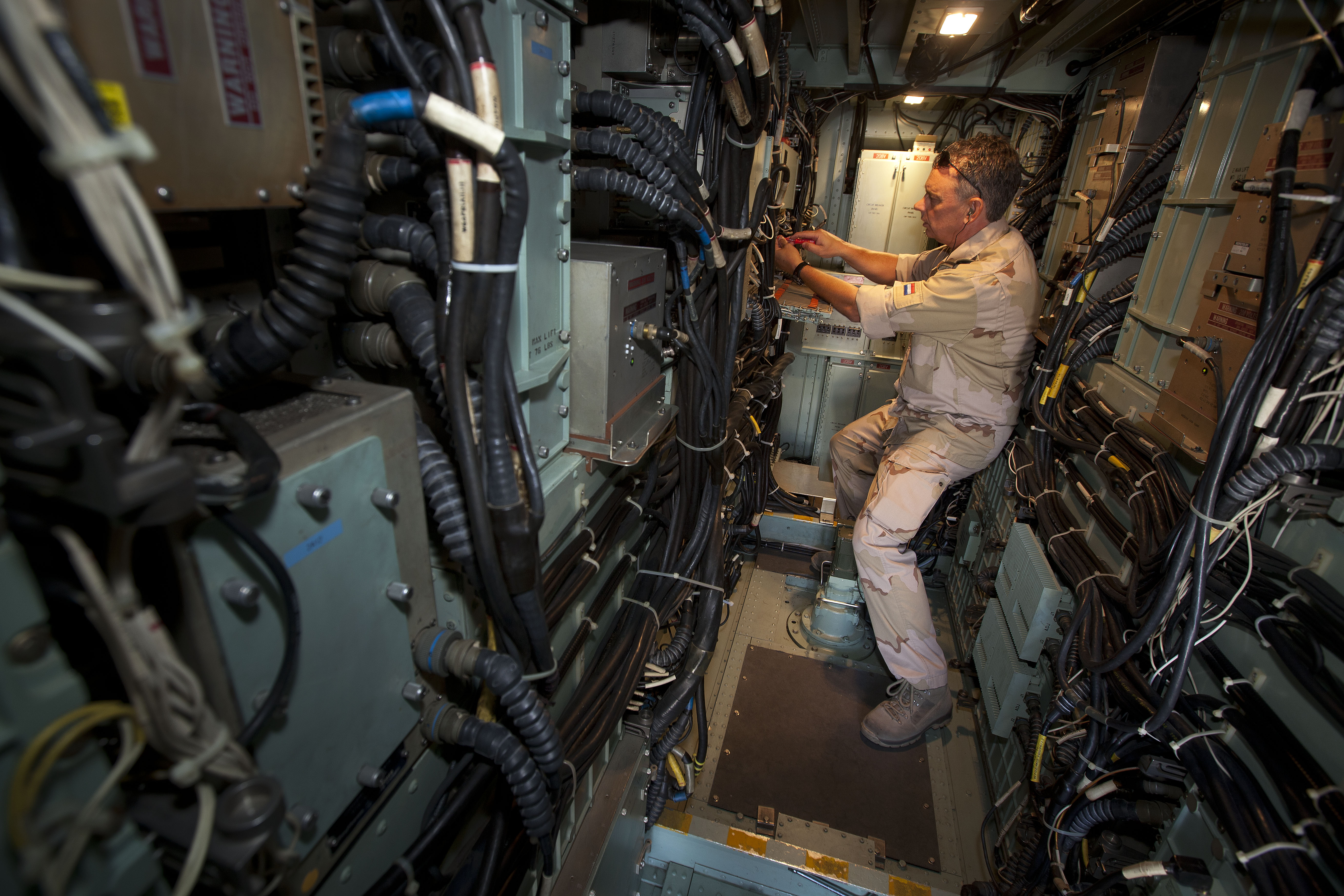
Aggregaten en elektrische systemen van de Nederlandse Patriot worden onderhouden tijdens de 17.000 operationele uren

De dreiging was destijds in 2013 aanzienlijk, aangezien omstreeks die tijd een groot aantal Scud-B-lanceringen binnen Syrië werd waargenomen. Halverwege augustus 2014 nam het aantal lanceringen echter af ten opzichte van het jaar daarvoor, waardoor de dreiging ook afnam. In oktober 2013 verzocht Turkije de NAVO de Patriot-missie te verlengen. De Nederlandse regering zegde toe tot januari 2015 te blijven. Nederland kon destijds echter slechts een Patriot-systeem langdurig te velde brengen. Niettemin werden 2 Patriot-systemen ingezet, omdat het een NAVO-bondgenoot betrof en slechts een beperkt aantal lidstaten over de PAC-3 raket beschikten.

### Personeelstekort
Door het tekort aan mankracht was het niet mogelijk om aan de Nederlandse militairen qua termijnen de gebruikelijke uitzendbescherming te bieden. Eén militair is daardoor 420 dagen aaneengesloten in Turkije verbleven.
Het gevolg was dat het personeel van het DGLC zwaarder werd belast dan gebruikelijk bij uitzendingen. Gewoonlijk hebben militairen het recht om na hun uitzending gedurende een periode van tweemaal hun uitzendtermijn niet opnieuw in te worden ingezet. Voor de Patriot-missie moest hiervan worden afgeweken om de beide vuureenheden in Turkije operationeel te houden. Om de druk op de manschappen te verlichten, wilde Defensie de personele tekorten bij het DGLC wegwerken door het opleiden van nieuwe militairen. Begin 2013 waren er 90 functies te weinig. Naarmate de missie vorderde, liep dat tekort terug tot 20 functies in het 2e kwartaal van 2014. Er werd naar gestreefd eind 2014 over voldoende capaciteit te beschikken. Tegelijkertijd nam de Koninklijke Landmacht maatregelen om de uitzenddruk enigszins te verlichten, bijvoorbeeld door verkorting van de uitzendtermijn ofschoon de militairen wel vaker op uitzending waren.

### Einde Nederlandse aandeel
De Nederlandse Patriots waren 17.000 uur operationeel. In totaal was het systeem slechts 0,1 procent van de tijd niet beschikbaar. Naarmate de missie vorderde, nam de uitval wel toe doordat de systemen eigenlijk in 2014 aan groot onderhoud toe waren. Dit intensieve gebruik en de noodzaak voor onderhoud waren voor de politiek dan ook reden om de Nederlandse bijdrage aan operatie Active Fence na twee jaar op 26 januari 2015, te beëindigen. De Nederlanders zijn tijdens hun verblijf niet met incidenten geconfronteerd. Geen enkele PAC-3 raket is gelanceerd.
Na het vertrek van Nederland nam Spanje begin 2015 het Nederlandse aandeel over met oudere PAC-2 raketten. In augustus 2015 besloten Duitsland en de Verenigde Staten om in oktober eveneens hun deelname te beëindigen en hun materieel en manschappen terug te halen. Sinds 2016 heeft Italië de taken van de Duitsers overgenomen in Kahramanmaraş.

### Commandanten

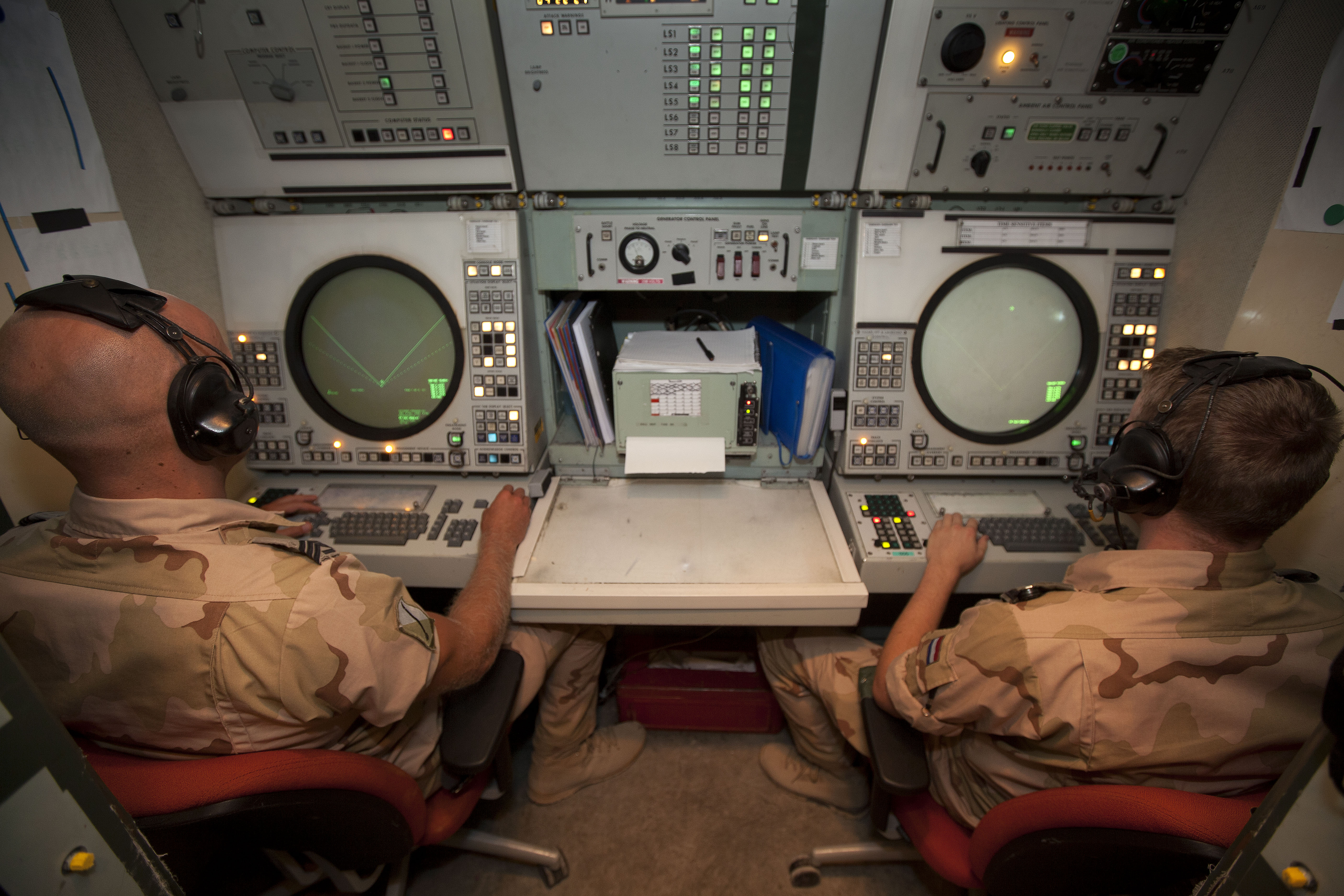
Commandopost van de Patriot

De Nederlandse taakgroep heeft onder bevel gestaan van de volgende commandanten:
- kolonel M.P. Buis (januari 2013 - 25 mei 2013)
- luitenant-kolonel P.J. Koning (25 mei 2013 - 27 september 2013)
- kolonel E.H. Abma (27 september 2013 - 29 januari 2014)
- kolonel L. Jobse (29 januari 2014 - 29 mei 2014)
- luitenant-kolonel O.A.F. Spanjer (29 mei 2014 - 2 oktober 2014)
- kolonel P.M.A.G.M. Gielen en luitenant-kolonel N.J. Vredegoor (2 oktober 2014 - januari 2015)

### Decoraties
Uitgezonden militairen ontvingen als dank voor hun langdurige inzet de Herinneringsmedaille internationale missies.
Aan het Defensie grondgebonden luchtverdedigingscommando als geheel werd het Bronzen Schild toegekend, de hoogste groepswaardering binnen de Koninklijke Landmacht.